# Live at Cafe Au Go-Go
Live at Cafe Au Go-Go — студійний альбом американського блюзового музиканта Джона Лі Гукера, випущений у 1967 році лейблом BluesWay. Записаний за участі таких музикантів, як Мадді Вотерс, Отіс Спенн і Джордж Сміт.

## Опис
У серпні Джон Лі Гукер виступав у Гринвіч-Віллиджі в нічному клубі Cafe Au Go Go. Альбом був записаний 20 серпня 1966 року на студії з аудиторією в Нью-Йорку. Окрім Гукера (вокал, гітара) у записі взяли участь Мадді Вотерс, Лютер Джонсон, Семмі Лоугорн (всі — гітара), Отіс Спенн (фортепіано), Мек Арнольд (бас), Джордж Сміт (губна гармоніка), Френсіс Клей (ударні).
Альбом складається з 8 композицій, серед яких відомі пісні Гукера «I'm Bad Like Jesse James» і «One Bourbon, One Scotch, One Beer».

## Список композицій
1. «I'm Bad Like Jesse James» (Джон Лі Гукер) — 5:03
2. «She's Long, She's Tall (She Weeps Like a Willow Tree)» (Джон Лі Гукер) — 3:08
3. «When My First Wife Left Me» (Джон Лі Гукер) — 3:42
4. «Heartaches and Misery» (Джон Лі Гукер) — 5:10
5. «One Bourbon, One Scotch, One Beer» (Джон Лі Гукер) — 4:05
6. «I Don't Want No Trouble» (Джон Лі Гукер) — 4:09
7. «I'll Never Get Out of These Blues Alive» (Джон Лі Гукер) — 4:18
8. «Seven Days» (Джон Лі Гукер) — 3:47

## Учасники запису
- Джон Лі Гукер — вокал, гітара
- Джордж Сміт — губна гармоніка
- Мадді Вотерс — гітара
- Лютер Джонсон — гітара
- Семмі Лоугорн — гітара
- Отіс Спенн — фортепіано
- Мек Арнольд — електричний бас
- Френсіс Клей — ударні

Технічний персонал
- Боб Тіл — продюсер
- Байрон Готто, Генрі Епстайн — дизайн обкладинки
- Стенлі Данс — текст до обкладинки